# Alzoniella iberopyrenaica
Alzoniella iberopyrenaica là một loài ốc nước ngọt rất nhỏ, động vật thân mềm chân bụng có mài trong họ Hydrobiidae.